# 2023-as női vízilabda-világbajnokság
A 2023-as női vízilabda-világbajnokság a 16. volt a sportág történetében. A tornát az úszó-világbajnoksággal egyidőben Fukuokában, Japánban rendezték július 16. és 28. között. A címvédő az amerikai válogatott volt. A vb-t a holland válogatott nyerte, története során második alkalommal. A magyar válogatott a hatodik helyen végzett.

## Helyszín
| Fukuoka              | Fukuoka |
| -------------------- | ------- |
| Marine Messe Fukuoka | Fukuoka |
| Férőhely: 15 000     | Fukuoka |
|                      | Fukuoka |

## Résztvevők
| Esemény                       | Dátum                                | Helyszín               | Kvóta | Csapat                                                  |
| ----------------------------- | ------------------------------------ | ---------------------- | ----- | ------------------------------------------------------- |
| Rendező                       | –                                    | –                      | 1     | Japán                                                   |
| 2022-es világliga             | 2022. január 25. – november 6.       | Santa Cruz de Tenerife | 2     | Spanyolország · Magyarország                            |
| 2022-es világbajnokság        | 2022. június 20. – július 2.         | Budapest               | 4     | Egyesült Államok · Hollandia · Olaszország · Ausztrália |
| 2022-es Európa-bajnokság      | 2022. augusztus 27. – szeptember 10. | Split                  | 3     | Görögország · Izrael · Franciaország                    |
| 2022-es Ázsia-bajnokság       | 2022. november 7–14.                 | Szamutprakan           | 2     | Kína · Kazahsztán                                       |
| 2023-as Pánamerikai bajnokság | 2023 április                         | Bauru                  | 2     | Kanada · Brazília · Argentína                           |
| Afrikai szabadkártya          | –                                    | –                      | 1     | Dél-afrikai Köztársaság                                 |
| Óceániai szabadkártya         | –                                    | –                      | 1     | Új-Zéland                                               |
| Összesen                      |                                      |                        | 16    |                                                         |

Brazília a világbajnokság előtt visszalépett, Argentína helyettesítette.

## Sorsolás
A csoportkör sorsolását 2023. április 18-án tartották Athénben, a női világkupa selejtező tornáján.

### Kiemelés
A kiemelést 2023. április 12-én jelentették be.
| 1. kalap                                                  | 2. kalap                                          | 3. kalap                                       | 4. kalap                                            |
| --------------------------------------------------------- | ------------------------------------------------- | ---------------------------------------------- | --------------------------------------------------- |
| Egyesült Államok · Magyarország · Hollandia · Olaszország | Spanyolország · Ausztrália · Kanada · Görögország | Argentína · Izrael · Franciaország · Új-Zéland | Dél-afrikai Köztársaság · Japán · Kína · Kazahsztán |

## Csoportkör
A mérkőzések kezdési időpontjai helyi idő szerint (UTC+9), zárójelben magyar idő szerint értendők (UTC+2).

### A csoport
| Hely. | Csapat           | M | Gy | BGy | BV | V | G+ | G– | Gk  | P | Továbbjutás                   |
| ----- | ---------------- | - | -- | --- | -- | - | -- | -- | --- | - | ----------------------------- |
| 1.    | Egyesült Államok | 3 | 3  | 0   | 0  | 0 | 40 | 16 | +24 | 9 | Továbbjutott a negyeddöntőbe  |
| 2.    | Ausztrália       | 3 | 2  | 0   | 0  | 1 | 26 | 24 | +2  | 6 | Továbbjutott a nyolcaddöntőbe |
| 3.    | Franciaország    | 3 | 1  | 0   | 0  | 2 | 25 | 37 | −12 | 3 | Továbbjutott a nyolcaddöntőbe |
| 4.    | Kína             | 3 | 0  | 0   | 0  | 3 | 24 | 38 | −14 | 0 |                               |

| 2023. július 16. 9:00 (2:00) | Egyesült Államok     | 15–6        | Kína          | Marine Messe Fukuoka, Fukuoka Játékvezetők: Debreceni Nóra (HUN), Frank Ohme (GER) |
| 2023. július 16. 9:00 (2:00) | (1–0, 6–2, 3–1, 5–3) |             |               | Marine Messe Fukuoka, Fukuoka Játékvezetők: Debreceni Nóra (HUN), Frank Ohme (GER) |
| 2023. július 16. 9:00 (2:00) | Musselman 4          | Jegyzőkönyv | Csang Csing 3 | Marine Messe Fukuoka, Fukuoka Játékvezetők: Debreceni Nóra (HUN), Frank Ohme (GER) |

| 2023. július 16. 10:30 (3:30) | Franciaország        | 8–10        | Ausztrália        | Marine Messe Fukuoka, Fukuoka Játékvezetők: Hélène Painchaud (CAN), Germán Moller (ARG) |
| 2023. július 16. 10:30 (3:30) | (3–3, 2–4, 2–1, 1–2) |             |                   | Marine Messe Fukuoka, Fukuoka Játékvezetők: Hélène Painchaud (CAN), Germán Moller (ARG) |
| 2023. július 16. 10:30 (3:30) | Bouloukbachi 3       | Jegyzőkönyv | Andrews, Fasala 2 | Marine Messe Fukuoka, Fukuoka Játékvezetők: Hélène Painchaud (CAN), Germán Moller (ARG) |

| 2023. július 18. 17:30 (10:30) | Ausztrália           | 5–9         | Egyesült Államok | Marine Messe Fukuoka, Fukuoka Játékvezetők: Natalia Markopoulou (GRE), Debreceni Nóra (HUN) |
| 2023. július 18. 17:30 (10:30) | (3–5, 0–0, 1–3, 1–1) |             |                  | Marine Messe Fukuoka, Fukuoka Játékvezetők: Natalia Markopoulou (GRE), Debreceni Nóra (HUN) |
| 2023. július 18. 17:30 (10:30) | Williams 3           | Jegyzőkönyv | három játékos 2  | Marine Messe Fukuoka, Fukuoka Játékvezetők: Natalia Markopoulou (GRE), Debreceni Nóra (HUN) |

| 2023. július 18. 20:30 (13:30) | Kína                 | 11–12       | Franciaország | Marine Messe Fukuoka, Fukuoka Játékvezetők: Kovács-Csatlós Tamás (HUN), Alessia Ferrari (ITA) |
| 2023. július 18. 20:30 (13:30) | (4–3, 1–3, 4–1, 2–5) |             |               | Marine Messe Fukuoka, Fukuoka Játékvezetők: Kovács-Csatlós Tamás (HUN), Alessia Ferrari (ITA) |
| 2023. július 18. 20:30 (13:30) | Wang H. 3            | Jegyzőkönyv | Dhalluin 4    | Marine Messe Fukuoka, Fukuoka Játékvezetők: Kovács-Csatlós Tamás (HUN), Alessia Ferrari (ITA) |

| 2023. július 20. 13:00 (6:00) | Kína                 | 7–11        | Ausztrália   | Marine Messe Fukuoka, Fukuoka Játékvezetők: Raffaele Colombo (ITA), Hélène Painchaud (CAN) |
| 2023. július 20. 13:00 (6:00) | (1–4, 3–2, 1–3, 2–2) |             |              | Marine Messe Fukuoka, Fukuoka Játékvezetők: Raffaele Colombo (ITA), Hélène Painchaud (CAN) |
| 2023. július 20. 13:00 (6:00) | Lu, Csang Csing 2    | Jegyzőkönyv | öt játékos 2 | Marine Messe Fukuoka, Fukuoka Játékvezetők: Raffaele Colombo (ITA), Hélène Painchaud (CAN) |

| 2023. július 20. 16:00 (9:00) | Franciaország        | 5–16        | Egyesült Államok | Marine Messe Fukuoka, Fukuoka Játékvezetők: Chisato Kurosaki (JPN), Alessia Ferrari (ITA) |
| 2023. július 20. 16:00 (9:00) | (1–5, 1–2, 0–4, 3–5) |             |                  | Marine Messe Fukuoka, Fukuoka Játékvezetők: Chisato Kurosaki (JPN), Alessia Ferrari (ITA) |
| 2023. július 20. 16:00 (9:00) | Bouloukbachi 2       | Jegyzőkönyv | Prentice 4       | Marine Messe Fukuoka, Fukuoka Játékvezetők: Chisato Kurosaki (JPN), Alessia Ferrari (ITA) |

### B csoport
| Hely. | Csapat        | M | Gy | BGy | BV | V | G+ | G– | Gk  | P | Továbbjutás                   |
| ----- | ------------- | - | -- | --- | -- | - | -- | -- | --- | - | ----------------------------- |
| 1.    | Hollandia     | 3 | 3  | 0   | 0  | 0 | 61 | 16 | +45 | 9 | Továbbjutott a negyeddöntőbe  |
| 2.    | Spanyolország | 3 | 2  | 0   | 0  | 1 | 52 | 17 | +35 | 6 | Továbbjutott a nyolcaddöntőbe |
| 3.    | Izrael        | 3 | 1  | 0   | 0  | 2 | 30 | 52 | −22 | 3 | Továbbjutott a nyolcaddöntőbe |
| 4.    | Kazahsztán    | 3 | 0  | 0   | 0  | 3 | 13 | 71 | −58 | 0 |                               |

| 2023. július 16. 12:00 (5:00) | Hollandia            | 7–6         | Spanyolország | Marine Messe Fukuoka, Fukuoka Játékvezetők: Alessia Ferrari (ITA), Nenad Peris (CRO) |
| 2023. július 16. 12:00 (5:00) | (1–2, 1–1, 3–2, 2–1) |             |               | Marine Messe Fukuoka, Fukuoka Játékvezetők: Alessia Ferrari (ITA), Nenad Peris (CRO) |
| 2023. július 16. 12:00 (5:00) | három játékos 2      | Jegyzőkönyv | Ruiz 3        | Marine Messe Fukuoka, Fukuoka Játékvezetők: Alessia Ferrari (ITA), Nenad Peris (CRO) |

| 2023. július 16. 13:30 (6:30) | Izrael               | 17–6        | Kazahsztán              | Marine Messe Fukuoka, Fukuoka Játékvezetők: Natalia Markopoulou (GRE), Lee-Anne Stewart (RSA) |
| 2023. július 16. 13:30 (6:30) | (5–3, 6–1, 2–2, 4–0) |             |                         | Marine Messe Fukuoka, Fukuoka Játékvezetők: Natalia Markopoulou (GRE), Lee-Anne Stewart (RSA) |
| 2023. július 16. 13:30 (6:30) | három játékos 4      | Jegyzőkönyv | Khritankova, Mirshina 2 | Marine Messe Fukuoka, Fukuoka Játékvezetők: Natalia Markopoulou (GRE), Lee-Anne Stewart (RSA) |

| 2023. július 18. 9:00 (2:00) | Kazahsztán            | 2–30        | Hollandia       | Marine Messe Fukuoka, Fukuoka Játékvezetők: Hélène Painchaud (CAN), Germán Moller (ARG) |
| 2023. július 18. 9:00 (2:00) | (0–10, 1–7, 1–9, 0–4) |             |                 | Marine Messe Fukuoka, Fukuoka Játékvezetők: Hélène Painchaud (CAN), Germán Moller (ARG) |
| 2023. július 18. 9:00 (2:00) | Mirshina, Pochinok 1  | Jegyzőkönyv | Van de Kraats 8 | Marine Messe Fukuoka, Fukuoka Játékvezetők: Hélène Painchaud (CAN), Germán Moller (ARG) |

| 2023. július 18. 10:30 (3:30) | Spanyolország        | 22–5        | Izrael       | Marine Messe Fukuoka, Fukuoka Játékvezetők: Lee-Anne Stewart (RSA), David Couper (NZL) |
| 2023. július 18. 10:30 (3:30) | (5–2, 5–1, 5–0, 7–2) |             |              | Marine Messe Fukuoka, Fukuoka Játékvezetők: Lee-Anne Stewart (RSA), David Couper (NZL) |
| 2023. július 18. 10:30 (3:30) | Camus, Ruíz 4        | Jegyzőkönyv | öt játékos 1 | Marine Messe Fukuoka, Fukuoka Játékvezetők: Lee-Anne Stewart (RSA), David Couper (NZL) |

| 2023. július 20. 17:30 (10:30) | Spanyolország        | 24–5        | Kazahsztán       | Marine Messe Fukuoka, Fukuoka Játékvezetők: Debreceni Nóra (HUN), Lee-Anne Stewart (RSA) |
| 2023. július 20. 17:30 (10:30) | (5–3, 8–1, 5–0, 6–1) |             |                  | Marine Messe Fukuoka, Fukuoka Játékvezetők: Debreceni Nóra (HUN), Lee-Anne Stewart (RSA) |
| 2023. július 20. 17:30 (10:30) | Peña 4               | Jegyzőkönyv | Novikova, Tsoy 2 | Marine Messe Fukuoka, Fukuoka Játékvezetők: Debreceni Nóra (HUN), Lee-Anne Stewart (RSA) |

| 2023. július 20. 20:30 (13:30) | Izrael               | 8–24        | Hollandia | Marine Messe Fukuoka, Fukuoka Játékvezetők: Natalia Markopoulou (GRE), David Couper (NZL) |
| 2023. július 20. 20:30 (13:30) | (1–7, 1–6, 2–5, 4–6) |             |           | Marine Messe Fukuoka, Fukuoka Játékvezetők: Natalia Markopoulou (GRE), David Couper (NZL) |
| 2023. július 20. 20:30 (13:30) | Futorian 3           | Jegyzőkönyv | Joustra 5 | Marine Messe Fukuoka, Fukuoka Játékvezetők: Natalia Markopoulou (GRE), David Couper (NZL) |

### C csoport
| Hely. | Csapat                  | M | Gy | BGy | BV | V | G+ | G– | Gk  | P | Továbbjutás                   |
| ----- | ----------------------- | - | -- | --- | -- | - | -- | -- | --- | - | ----------------------------- |
| 1.    | Görögország             | 3 | 3  | 0   | 0  | 0 | 61 | 16 | +45 | 9 | Továbbjutott a negyeddöntőbe  |
| 2.    | Olaszország             | 3 | 2  | 0   | 0  | 1 | 63 | 19 | +44 | 6 | Továbbjutott a nyolcaddöntőbe |
| 3.    | Dél-afrikai Köztársaság | 3 | 1  | 0   | 0  | 2 | 16 | 57 | −41 | 3 | Továbbjutott a nyolcaddöntőbe |
| 4.    | Argentína               | 3 | 0  | 0   | 0  | 3 | 12 | 60 | −48 | 0 |                               |

| 2023. július 16. 16:00 (9:00) | Olaszország           | 27–1        | Argentína | Marine Messe Fukuoka, Fukuoka Játékvezetők: Adil Aimbetov (KAZ), Sébastien Dervieux (FRA) |
| 2023. július 16. 16:00 (9:00) | (3–1, 7–0, 6–0, 11–0) |             |           | Marine Messe Fukuoka, Fukuoka Játékvezetők: Adil Aimbetov (KAZ), Sébastien Dervieux (FRA) |
| 2023. július 16. 16:00 (9:00) | Avegno 4              | Jegyzőkönyv | Leonard 1 | Marine Messe Fukuoka, Fukuoka Játékvezetők: Adil Aimbetov (KAZ), Sébastien Dervieux (FRA) |

| 2023. július 16. 17:30 (10:30) | Görögország               | 24–2        | Dél-afrikai Köztársaság | Marine Messe Fukuoka, Fukuoka Játékvezetők: Nicola Johnson (AUS), Darren Spiritsanto (USA) |
| 2023. július 16. 17:30 (10:30) | (7–1, 6–1, 6–0, 5–0)      |             |                         | Marine Messe Fukuoka, Fukuoka Játékvezetők: Nicola Johnson (AUS), Darren Spiritsanto (USA) |
| 2023. július 16. 17:30 (10:30) | Fountotou, E. Plevritou 4 | Jegyzőkönyv | Sileno, Zondo 1         | Marine Messe Fukuoka, Fukuoka Játékvezetők: Nicola Johnson (AUS), Darren Spiritsanto (USA) |

| 2023. július 18. 12:00 (5:00) | Dél-afrikai Köztársaság | 2–24        | Olaszország         | Marine Messe Fukuoka, Fukuoka Játékvezetők: Jennifer McCall (USA), Chisato Kurosaki (JPN) |
| 2023. július 18. 12:00 (5:00) | (1–2, 0–7, 1–7, 0–8)    |             |                     | Marine Messe Fukuoka, Fukuoka Játékvezetők: Jennifer McCall (USA), Chisato Kurosaki (JPN) |
| 2023. július 18. 12:00 (5:00) | MacDonell, Meecham 1    | Jegyzőkönyv | Bettini, Giustini 4 | Marine Messe Fukuoka, Fukuoka Játékvezetők: Jennifer McCall (USA), Chisato Kurosaki (JPN) |

| 2023. július 18. 13:30 (6:30) | Argentína             | 2–21        | Görögország     | Marine Messe Fukuoka, Fukuoka Játékvezetők: Adil Aimbetov (KAZ), Nicola Johnson (AUS) |
| 2023. július 18. 13:30 (6:30) | (1–6, 0–5, 1–6, 0–4)  |             |                 | Marine Messe Fukuoka, Fukuoka Játékvezetők: Adil Aimbetov (KAZ), Nicola Johnson (AUS) |
| 2023. július 18. 13:30 (6:30) | Bacigalupo, Hatcher 1 | Jegyzőkönyv | három játékos 3 | Marine Messe Fukuoka, Fukuoka Játékvezetők: Adil Aimbetov (KAZ), Nicola Johnson (AUS) |

| 2023. július 20. 9:00 (2:00) | Argentína            | 9–12        | Dél-afrikai Köztársaság | Marine Messe Fukuoka, Fukuoka Játékvezetők: David Gómez (ESP), Jennifer McCall (USA), |
| 2023. július 20. 9:00 (2:00) | (2–2, 3–5, 2–2, 2–3) |             |                         | Marine Messe Fukuoka, Fukuoka Játékvezetők: David Gómez (ESP), Jennifer McCall (USA), |
| 2023. július 20. 9:00 (2:00) | Auliel 4             | Jegyzőkönyv | Meecham 3               | Marine Messe Fukuoka, Fukuoka Játékvezetők: David Gómez (ESP), Jennifer McCall (USA), |

| 2023. július 20. 10:30 (3:30) | Görögország          | 16–12       | Olaszország    | Marine Messe Fukuoka, Fukuoka Játékvezetők: Nenad Peris (CRO), Matan Schwartz (ISR) |
| 2023. július 20. 10:30 (3:30) | (6–4, 4–1, 3–2, 3–5) |             |                | Marine Messe Fukuoka, Fukuoka Játékvezetők: Nenad Peris (CRO), Matan Schwartz (ISR) |
| 2023. július 20. 10:30 (3:30) | négy játékos 3       | Jegyzőkönyv | négy játékos 2 | Marine Messe Fukuoka, Fukuoka Játékvezetők: Nenad Peris (CRO), Matan Schwartz (ISR) |

### D csoport
| Hely. | Csapat       | M | Gy | BGy | BV | V | G+ | G– | Gk  | P | Továbbjutás                   |
| ----- | ------------ | - | -- | --- | -- | - | -- | -- | --- | - | ----------------------------- |
| 1.    | Magyarország | 3 | 3  | 0   | 0  | 0 | 60 | 36 | +24 | 9 | Továbbjutott a negyeddöntőbe  |
| 2.    | Kanada       | 3 | 2  | 0   | 0  | 1 | 40 | 34 | +6  | 6 | Továbbjutott a nyolcaddöntőbe |
| 3.    | Új-Zéland    | 3 | 1  | 0   | 0  | 2 | 33 | 52 | −19 | 3 | Továbbjutott a nyolcaddöntőbe |
| 4.    | Japán (R)    | 3 | 0  | 0   | 0  | 3 | 49 | 60 | −11 | 0 |                               |

| 2023. július 16. 19:00 (12:00) | Új-Zéland            | 17–16       | Japán | Marine Messe Fukuoka, Fukuoka Játékvezetők: Jennifer McCall (USA), Matan Schwartz (ISR) |
| 2023. július 16. 19:00 (12:00) | (5–5, 4–3, 4–5, 4–3) |             |       | Marine Messe Fukuoka, Fukuoka Játékvezetők: Jennifer McCall (USA), Matan Schwartz (ISR) |
| 2023. július 16. 19:00 (12:00) | Doyle 5              | Jegyzőkönyv | Ura 5 | Marine Messe Fukuoka, Fukuoka Játékvezetők: Jennifer McCall (USA), Matan Schwartz (ISR) |

| 2023. július 16. 20:30 (13:30) | Magyarország         | 11–10       | Kanada         | Marine Messe Fukuoka, Fukuoka Játékvezetők: Marta Cabanas (ESP), Zhang Liang (CHN) |
| 2023. július 16. 20:30 (13:30) | (5–3, 2–2, 1–2, 3–3) |             |                | Marine Messe Fukuoka, Fukuoka Játékvezetők: Marta Cabanas (ESP), Zhang Liang (CHN) |
| 2023. július 16. 20:30 (13:30) | Keszthelyi 4         | Jegyzőkönyv | négy játékos 2 | Marine Messe Fukuoka, Fukuoka Játékvezetők: Marta Cabanas (ESP), Zhang Liang (CHN) |

| 2023. július 18. 16:00 (9:00) | Kanada               | 13–11       | Új-Zéland | Marine Messe Fukuoka, Fukuoka Játékvezetők: Marta Cabanas (ESP), Darren Spiritsanto (USA) |
| 2023. július 18. 16:00 (9:00) | (7–4, 1–3, 3–0, 2–4) |             |           | Marine Messe Fukuoka, Fukuoka Játékvezetők: Marta Cabanas (ESP), Darren Spiritsanto (USA) |
| 2023. július 18. 16:00 (9:00) | La Roche 3           | Jegyzőkönyv | Howarth 4 | Marine Messe Fukuoka, Fukuoka Játékvezetők: Marta Cabanas (ESP), Darren Spiritsanto (USA) |

| 2023. július 18. 19:00 (12:00) | Japán                | 21–26       | Magyarország | Marine Messe Fukuoka, Fukuoka Játékvezetők: Matan Schwartz (ISR), Frank Ohme (GER) |
| 2023. július 18. 19:00 (12:00) | (4–5, 6–8, 5–7, 6–6) |             |              | Marine Messe Fukuoka, Fukuoka Játékvezetők: Matan Schwartz (ISR), Frank Ohme (GER) |
| 2023. július 18. 19:00 (12:00) | Arima 7              | Jegyzőkönyv | Hajdú 5      | Marine Messe Fukuoka, Fukuoka Játékvezetők: Matan Schwartz (ISR), Frank Ohme (GER) |

| 2023. július 20. 12:00 (5:00) | Új-Zéland            | 5–23        | Magyarország | Marine Messe Fukuoka, Fukuoka Játékvezetők: Veselin Mišković (MNE), Marta Cabanas (ESP), |
| 2023. július 20. 12:00 (5:00) | (3–6, 0–3, 2–9, 0–5) |             |              | Marine Messe Fukuoka, Fukuoka Játékvezetők: Veselin Mišković (MNE), Marta Cabanas (ESP), |
| 2023. július 20. 12:00 (5:00) | Doyle, Houghton 2    | Jegyzőkönyv | Szilágyi 5   | Marine Messe Fukuoka, Fukuoka Játékvezetők: Veselin Mišković (MNE), Marta Cabanas (ESP), |

| 2023. július 20. 19:00 (12:00) | Kanada               | 17–12       | Japán              | Marine Messe Fukuoka, Fukuoka Játékvezetők: Adil Aimbetov (KAZ), Nicola Johnson (AUS) |
| 2023. július 20. 19:00 (12:00) | (5–1, 3–3, 5–4, 4–4) |             |                    | Marine Messe Fukuoka, Fukuoka Játékvezetők: Adil Aimbetov (KAZ), Nicola Johnson (AUS) |
| 2023. július 20. 19:00 (12:00) | Lemay-Lavoie 5       | Jegyzőkönyv | Arima, Kawaguchi 4 | Marine Messe Fukuoka, Fukuoka Játékvezetők: Adil Aimbetov (KAZ), Nicola Johnson (AUS) |

## Egyenes kieséses szakasz
|  |               |                         |               |            |                  |              |               |              |               |               |             |           |               |               |               |            |       |       |
|  | Nyolcaddöntők | Nyolcaddöntők           | Nyolcaddöntők |            |                  | Negyeddöntők | Negyeddöntők  | Negyeddöntők |               |               | Elődöntők   | Elődöntők | Elődöntők     |               |               | Döntő      | Döntő | Döntő |
|  | Nyolcaddöntők | Nyolcaddöntők           | Nyolcaddöntők |            |                  | Negyeddöntők | Negyeddöntők  | Negyeddöntők |               |               | Elődöntők   | Elődöntők | Elődöntők     |               |               | Döntő      | Döntő | Döntő |
|  | július 22.    | július 22.              | július 22.    | július 24. | július 24.       | július 24.   |               |              |               |               |             |           |               |               |               |            |       |       |
|  | július 22.    | július 22.              | július 22.    | július 24. | július 24.       | július 24.   |               |              |               |               |             |           |               |               |               |            |       |       |
|  | C2            | Olaszország             | 14            | A1         | Egyesült Államok | 7            |               |              |               |               |             |           |               |               |               |            |       |       |
|  | C2            | Olaszország             | 14            | A1         | Egyesült Államok | 7            | július 26.    |              |               |               |             |           |               |               |               |            |       |       |
|  | D3            | Új-Zéland               | 7             |            |                  |              | Olaszország   | 8            |               |               |             |           |               |               |               |            |       |       |
|  | D3            | Új-Zéland               | 7             |            |                  |              | Olaszország   | 8            |               | Olaszország   | Olaszország | 8         |               |               |               |            |       |       |
|  | július 22.    | július 22.              | július 22.    | július 24. | július 24.       | július 24.   |               |              |               | Olaszország   | Olaszország | 8         |               |               |               |            |       |       |
|  | július 22.    | július 22.              | július 22.    | július 24. | július 24.       | július 24.   |               |              | Hollandia     | Hollandia     | 9           |           |               |               |               |            |       |       |
|  | C3            | Dél-afrikai Köztársaság | 6             | B1         | Hollandia        | 17           |               |              | Hollandia     | Hollandia     | 9           |           |               |               |               |            |       |       |
|  | C3            | Dél-afrikai Köztársaság | 6             | B1         | Hollandia        | 17           |               | július 28.   |               |               |             |           |               |               |               |            |       |       |
|  | D2            | Kanada                  | 21            |            |                  |              | Kanada        | 10           |               |               |             |           |               |               |               |            |       |       |
|  | D2            | Kanada                  | 21            |            |                  |              | Kanada        | 10           |               | Hollandia     | Hollandia   | 12 (5)    |               |               |               |            |       |       |
|  | július 22.    | július 22.              | július 22.    | július 24. | július 24.       | július 24.   |               |              |               | Hollandia     | Hollandia   | 12 (5)    |               |               |               |            |       |       |
|  | július 22.    | július 22.              | július 22.    | július 24. | július 24.       | július 24.   |               |              | Spanyolország | Spanyolország | 12 (4)      |           |               |               |               |            |       |       |
|  | A2            | Ausztrália              | 16            | C1         | Görögország      | 8            |               |              |               | Spanyolország | 12 (4)      |           |               |               |               |            |       |       |
|  | A2            | Ausztrália              | 16            | C1         | Görögország      | 8            | július 26.    |              |               |               |             |           |               |               |               |            |       |       |
|  | B3            | Izrael                  | 7             |            |                  |              | Ausztrália    | 9            |               |               |             |           |               |               |               |            |       |       |
|  | B3            | Izrael                  | 7             |            |                  |              | Ausztrália    | 9            |               | Ausztrália    | Ausztrália  | 10        | Bronzmérkőzés | Bronzmérkőzés | Bronzmérkőzés |            |       |       |
|  | július 22.    | július 22.              | július 22.    | július 24. | július 24.       | július 24.   |               |              |               | Ausztrália    | Ausztrália  | 10        | Bronzmérkőzés | Bronzmérkőzés | Bronzmérkőzés |            |       |       |
|  | július 22.    | július 22.              | július 22.    | július 24. | július 24.       | július 24.   |               |              | Spanyolország | Spanyolország | 12          |           |               | július 28.    | július 28.    | július 28. |       |       |
|  | A3            | Franciaország           | 9             | D1         | Magyarország     | 9            |               |              | Spanyolország | Spanyolország | 12          |           |               | július 28.    | július 28.    | július 28. |       |       |
|  | A3            | Franciaország           | 9             | D1         | Magyarország     | 9            |               |              |               |               |             |           |               | Olaszország   | Olaszország   | 16         |       |       |
|  | B2            | Spanyolország           | 16            |            |                  |              | Spanyolország | 12           |               |               |             |           |               | Olaszország   | Olaszország   | 16         |       |       |
|  | B2            | Spanyolország           | 16            |            |                  |              | Spanyolország | 12           |               | Ausztrália    | Ausztrália  | 14        |               |               |               |            |       |       |
|  |               |                         |               |            |                  |              |               |              |               | Ausztrália    | Ausztrália  | 14        |               |               |               |            |       |       |

### Nyolcaddöntők
| 2023. július 22. 14:00 (7:00) | Ausztrália           | 16–7        | Izrael        | Marine Messe Fukuoka, Fukuoka Játékvezetők: Marta Cabanas (ESP), Adil Aimbetov (KAZ) |
| 2023. július 22. 14:00 (7:00) | (7–2, 4–1, 3–1, 2–3) |             |               | Marine Messe Fukuoka, Fukuoka Játékvezetők: Marta Cabanas (ESP), Adil Aimbetov (KAZ) |
| 2023. július 22. 14:00 (7:00) | Armit 4              | Jegyzőkönyv | Kordonskaia 3 | Marine Messe Fukuoka, Fukuoka Játékvezetők: Marta Cabanas (ESP), Adil Aimbetov (KAZ) |

| 2023. július 22. 15:30 (8:30) | Franciaország            | 9–16        | Spanyolország | Marine Messe Fukuoka, Fukuoka Játékvezetők: Matan Schwartz (ISR), Raffaele Colombo (ITA) |
| 2023. július 22. 15:30 (8:30) | (1–3, 4–4, 2–5, 2–4)     |             |               | Marine Messe Fukuoka, Fukuoka Játékvezetők: Matan Schwartz (ISR), Raffaele Colombo (ITA) |
| 2023. július 22. 15:30 (8:30) | Bouloukbachi, Dhalluin 2 | Jegyzőkönyv | Forca 5       | Marine Messe Fukuoka, Fukuoka Játékvezetők: Matan Schwartz (ISR), Raffaele Colombo (ITA) |

| 2023. július 22. 17:00 (10:00) | Olaszország          | 14–7        | Új-Zéland | Marine Messe Fukuoka, Fukuoka Játékvezetők: Germán Moller (ARG), Chisato Kurosaki (JPN) |
| 2023. július 22. 17:00 (10:00) | (4–1, 6–2, 1–3, 3–1) |             |           | Marine Messe Fukuoka, Fukuoka Játékvezetők: Germán Moller (ARG), Chisato Kurosaki (JPN) |
| 2023. július 22. 17:00 (10:00) | Bettini 3            | Jegyzőkönyv | Doyle 2   | Marine Messe Fukuoka, Fukuoka Játékvezetők: Germán Moller (ARG), Chisato Kurosaki (JPN) |

| 2023. július 22. 18:30 (11:30) | Dél-afrikai Köztársaság | 6–21        | Kanada   | Marine Messe Fukuoka, Fukuoka Játékvezetők: Nicola Johnson (AUS), David Couper (NZL) |
| 2023. július 22. 18:30 (11:30) | (1–6, 1–4, 1–4, 3–7)    |             |          | Marine Messe Fukuoka, Fukuoka Játékvezetők: Nicola Johnson (AUS), David Couper (NZL) |
| 2023. július 22. 18:30 (11:30) | Thornton-Dibb 2         | Jegyzőkönyv | Wright 4 | Marine Messe Fukuoka, Fukuoka Játékvezetők: Nicola Johnson (AUS), David Couper (NZL) |

### Negyeddöntők
| 2023. július 24. 16:00 (9:00) | Egyesült Államok     | 7–8         | Olaszország | Marine Messe Fukuoka, Fukuoka Játékvezetők: Matan Schwartz (ISR), Zhang Liang (CHN) |
| 2023. július 24. 16:00 (9:00) | (2–3, 2–1, 2–2, 1–2) |             |             | Marine Messe Fukuoka, Fukuoka Játékvezetők: Matan Schwartz (ISR), Zhang Liang (CHN) |
| 2023. július 24. 16:00 (9:00) | Steffens 4           | Jegyzőkönyv | Giustini 3  | Marine Messe Fukuoka, Fukuoka Játékvezetők: Matan Schwartz (ISR), Zhang Liang (CHN) |

| 2023. július 24. 17:30 (10:30) | Hollandia            | 17–10       | Kanada     | Marine Messe Fukuoka, Fukuoka Játékvezetők: Marta Cabanas (ESP), Natalia Markopoulou (GRE) |
| 2023. július 24. 17:30 (10:30) | (6–2, 5–3, 3–4, 3–1) |             |            | Marine Messe Fukuoka, Fukuoka Játékvezetők: Marta Cabanas (ESP), Natalia Markopoulou (GRE) |
| 2023. július 24. 17:30 (10:30) | három játékos 3      | Jegyzőkönyv | McKelvey 4 | Marine Messe Fukuoka, Fukuoka Játékvezetők: Marta Cabanas (ESP), Natalia Markopoulou (GRE) |

| 2023. július 24. 19:00 (12:00) | Görögország          | 8–9         | Ausztrália     | Marine Messe Fukuoka, Fukuoka Játékvezetők: Jennifer McCall (USA), Sébastien Dervieux (FRA) |
| 2023. július 24. 19:00 (12:00) | (4–3, 1–4, 3–2, 0–0) |             |                | Marine Messe Fukuoka, Fukuoka Játékvezetők: Jennifer McCall (USA), Sébastien Dervieux (FRA) |
| 2023. július 24. 19:00 (12:00) | Xenaki 3             | Jegyzőkönyv | négy játékos 2 | Marine Messe Fukuoka, Fukuoka Játékvezetők: Jennifer McCall (USA), Sébastien Dervieux (FRA) |

| 2023. július 24. 20:30 (13:30) | Magyarország         | 9–12        | Spanyolország | Marine Messe Fukuoka, Fukuoka Játékvezetők: Alessia Ferrari (ITA), Nenad Peris (CRO) |
| 2023. július 24. 20:30 (13:30) | (2–3, 2–3, 3–4, 2–2) |             |               | Marine Messe Fukuoka, Fukuoka Játékvezetők: Alessia Ferrari (ITA), Nenad Peris (CRO) |
| 2023. július 24. 20:30 (13:30) | Garda 4              | Jegyzőkönyv | Forca 5       | Marine Messe Fukuoka, Fukuoka Játékvezetők: Alessia Ferrari (ITA), Nenad Peris (CRO) |

### A 13–16. helyért
| 2023. július 22. 9:00 (2:00) | Kína                  | 16–6        | Kazahsztán | Marine Messe Fukuoka, Fukuoka Játékvezetők: Jennifer McCall (USA), Hélène Painchaud (CAN) |
| 2023. július 22. 9:00 (2:00) | (3–1, 6–2, 3–2, 4–1)  |             |            | Marine Messe Fukuoka, Fukuoka Játékvezetők: Jennifer McCall (USA), Hélène Painchaud (CAN) |
| 2023. július 22. 9:00 (2:00) | Yan S., Csang Csing 4 | Jegyzőkönyv | Kaplun 3   | Marine Messe Fukuoka, Fukuoka Játékvezetők: Jennifer McCall (USA), Hélène Painchaud (CAN) |

| 2023. július 22. 10:30 (3:30) | Argentína            | 11–21       | Japán              | Marine Messe Fukuoka, Fukuoka Játékvezetők: Alessia Ferrari (ITA), Lee-Anne Stewart (RSA) |
| 2023. július 22. 10:30 (3:30) | (0–8, 3–4, 5–4, 3–5) |             |                    | Marine Messe Fukuoka, Fukuoka Játékvezetők: Alessia Ferrari (ITA), Lee-Anne Stewart (RSA) |
| 2023. július 22. 10:30 (3:30) | Bacigalupo 3         | Jegyzőkönyv | Arima, Nishiyama 4 | Marine Messe Fukuoka, Fukuoka Játékvezetők: Alessia Ferrari (ITA), Lee-Anne Stewart (RSA) |

### A 9–12. helyért
| 2023. július 24. 12:00 (5:00) | Izrael               | 15–12       | Új-Zéland             | Marine Messe Fukuoka, Fukuoka Játékvezetők: Debreceni Nóra (HUN), Chisato Kurosaki (JPN) |
| 2023. július 24. 12:00 (5:00) | (3–1, 5–3, 5–2, 2–6) |             |                       | Marine Messe Fukuoka, Fukuoka Játékvezetők: Debreceni Nóra (HUN), Chisato Kurosaki (JPN) |
| 2023. július 24. 12:00 (5:00) | Strugo 4             | Jegyzőkönyv | Houghton, Nicholson 3 | Marine Messe Fukuoka, Fukuoka Játékvezetők: Debreceni Nóra (HUN), Chisato Kurosaki (JPN) |

| 2023. július 24. 13:30 (6:30) | Franciaország        | 20–6        | Dél-afrikai Köztársaság | Marine Messe Fukuoka, Fukuoka Játékvezetők: Hélène Painchaud (CAN), Germán Moller (ARG) |
| 2023. július 24. 13:30 (6:30) | (4–1, 6–0, 5–4, 5–1) |             |                         | Marine Messe Fukuoka, Fukuoka Játékvezetők: Hélène Painchaud (CAN), Germán Moller (ARG) |
| 2023. július 24. 13:30 (6:30) | Vernoux 6            | Jegyzőkönyv | Thornton-Dibb 3         | Marine Messe Fukuoka, Fukuoka Játékvezetők: Hélène Painchaud (CAN), Germán Moller (ARG) |

### Az 5–8. helyért
| 2023. július 26. 14:00 (7:00) | Egyesült Államok     | 16–4        | Kanada   | Marine Messe Fukuoka, Fukuoka Játékvezetők: Alessia Ferrari (ITA), Lee-Anne Stewart (RSA) |
| 2023. július 26. 14:00 (7:00) | (5–1, 2–1, 6–1, 3–1) |             |          | Marine Messe Fukuoka, Fukuoka Játékvezetők: Alessia Ferrari (ITA), Lee-Anne Stewart (RSA) |
| 2023. július 26. 14:00 (7:00) | Flynn 5              | Jegyzőkönyv | Browne 2 | Marine Messe Fukuoka, Fukuoka Játékvezetők: Alessia Ferrari (ITA), Lee-Anne Stewart (RSA) |

| 2023. július 26. 15:30 (8:30) | Görögország          | 9–10        | Magyarország        | Marine Messe Fukuoka, Fukuoka Játékvezetők: Matan Schwartz (ISR), Zhang Liang (CHN) |
| 2023. július 26. 15:30 (8:30) | (1–2, 2–2, 4–5, 2–1) |             |                     | Marine Messe Fukuoka, Fukuoka Játékvezetők: Matan Schwartz (ISR), Zhang Liang (CHN) |
| 2023. július 26. 15:30 (8:30) | Ninou 3              | Jegyzőkönyv | Garda, Keszthelyi 3 | Marine Messe Fukuoka, Fukuoka Játékvezetők: Matan Schwartz (ISR), Zhang Liang (CHN) |

### Elődöntők
| 2023. július 26. 17:00 (10:00) | Olaszország          | 8–9         | Hollandia          | Marine Messe Fukuoka, Fukuoka Játékvezetők: Sébastien Dervieux (FRA), Debreceni Nóra (HUN) |
| 2023. július 26. 17:00 (10:00) | (2–4, 3–2, 2–2, 1–1) |             |                    | Marine Messe Fukuoka, Fukuoka Játékvezetők: Sébastien Dervieux (FRA), Debreceni Nóra (HUN) |
| 2023. július 26. 17:00 (10:00) | Marletta 3           | Jegyzőkönyv | L. Rogge, Wolves 2 | Marine Messe Fukuoka, Fukuoka Játékvezetők: Sébastien Dervieux (FRA), Debreceni Nóra (HUN) |

| 2023. július 26. 18:30 (11:30) | Ausztrália           | 10–12       | Spanyolország | Marine Messe Fukuoka, Fukuoka Játékvezetők: Georgios Stavridis (GRE), Jennifer McCall (USA) |
| 2023. július 26. 18:30 (11:30) | (2–5, 4–3, 2–2, 2–2) |             |               | Marine Messe Fukuoka, Fukuoka Játékvezetők: Georgios Stavridis (GRE), Jennifer McCall (USA) |
| 2023. július 26. 18:30 (11:30) | Kearns 3             | Jegyzőkönyv | Ruiz 4        | Marine Messe Fukuoka, Fukuoka Játékvezetők: Georgios Stavridis (GRE), Jennifer McCall (USA) |

### A 15. helyért
| 2023. július 24. 9:00 (2:00) | Kazahsztán              | 10–8        | Argentína    | Marine Messe Fukuoka, Fukuoka Játékvezetők: Raffaele Colombo (ITA), Nicola Johnson (AUS) |
| 2023. július 24. 9:00 (2:00) | (3–0, 3–3, 2–4, 2–1)    |             |              | Marine Messe Fukuoka, Fukuoka Játékvezetők: Raffaele Colombo (ITA), Nicola Johnson (AUS) |
| 2023. július 24. 9:00 (2:00) | Novikova, Khritankova 3 | Jegyzőkönyv | Bacigalupo 4 | Marine Messe Fukuoka, Fukuoka Játékvezetők: Raffaele Colombo (ITA), Nicola Johnson (AUS) |

### A 13. helyért
| 2023. július 24. 10:30 (3:30) | Kína                 | 18–10       | Japán | Marine Messe Fukuoka, Fukuoka Játékvezetők: Adil Aimbetov (KAZ), Lee-Anne Stewart (RSA) |
| 2023. július 24. 10:30 (3:30) | (4–3, 5–3, 4–3, 5–1) |             |       | Marine Messe Fukuoka, Fukuoka Játékvezetők: Adil Aimbetov (KAZ), Lee-Anne Stewart (RSA) |
| 2023. július 24. 10:30 (3:30) | Lu, Yan J. 3         | Jegyzőkönyv | Ura 3 | Marine Messe Fukuoka, Fukuoka Játékvezetők: Adil Aimbetov (KAZ), Lee-Anne Stewart (RSA) |

### A 11. helyért
| 2023. július 26. 9:00 (2:00) | Új-Zéland            | 25–6        | Dél-afrikai Köztársaság | Marine Messe Fukuoka, Fukuoka Játékvezetők: Chisato Kurosaki (JPN), Adil Aimbetov (KAZ) |
| 2023. július 26. 9:00 (2:00) | (7–0, 6–3, 6–1, 6–2) |             |                         | Marine Messe Fukuoka, Fukuoka Játékvezetők: Chisato Kurosaki (JPN), Adil Aimbetov (KAZ) |
| 2023. július 26. 9:00 (2:00) | Houghton 7           | Jegyzőkönyv | Meecham, Versfeld 2     | Marine Messe Fukuoka, Fukuoka Játékvezetők: Chisato Kurosaki (JPN), Adil Aimbetov (KAZ) |

### A 9. helyért
| 2023. július 26. 10:30 (3:30) | Izrael               | 7–11        | Franciaország | Marine Messe Fukuoka, Fukuoka Játékvezetők: Nicola Johnson (AUS), Natalia Markopoulou (GRE) |
| 2023. július 26. 10:30 (3:30) | (2–3, 1–4, 1–4, 3–0) |             |               | Marine Messe Fukuoka, Fukuoka Játékvezetők: Nicola Johnson (AUS), Natalia Markopoulou (GRE) |
| 2023. július 26. 10:30 (3:30) | Bogachenko 4         | Jegyzőkönyv | Millot 3      | Marine Messe Fukuoka, Fukuoka Játékvezetők: Nicola Johnson (AUS), Natalia Markopoulou (GRE) |

### A 7. helyért
| 2023. július 28. 11:30 (4:30) | Kanada               | 10–10       | Görögország | Marine Messe Fukuoka, Fukuoka Játékvezetők: Debreceni Nóra (HUN), Nicola Johnson (AUS) |
| 2023. július 28. 11:30 (4:30) | (4–1, 1–4, 4–1, 1–4) |             |             | Marine Messe Fukuoka, Fukuoka Játékvezetők: Debreceni Nóra (HUN), Nicola Johnson (AUS) |
| 2023. július 28. 11:30 (4:30) | Wright 3             | Jegyzőkönyv | Xenaki 3    | Marine Messe Fukuoka, Fukuoka Játékvezetők: Debreceni Nóra (HUN), Nicola Johnson (AUS) |
| 2023. július 28. 11:30 (4:30) | Büntetőpárbaj:       |             |             | Marine Messe Fukuoka, Fukuoka Játékvezetők: Debreceni Nóra (HUN), Nicola Johnson (AUS) |
| 2023. július 28. 11:30 (4:30) | 4–2                  |             |             | Marine Messe Fukuoka, Fukuoka Játékvezetők: Debreceni Nóra (HUN), Nicola Johnson (AUS) |

### Az 5. helyért
| 2023. július 28. 16:30 (9:30) | Egyesült Államok     | 11–11       | Magyarország | Marine Messe Fukuoka, Fukuoka Játékvezetők: Zhang Liang (CHN), Marta Cabanas (ESP) |
| 2023. július 28. 16:30 (9:30) | (4–2, 1–3, 5–4, 1–2) |             |              | Marine Messe Fukuoka, Fukuoka Játékvezetők: Zhang Liang (CHN), Marta Cabanas (ESP) |
| 2023. július 28. 16:30 (9:30) | Raney 3              | Jegyzőkönyv | Keszthelyi 4 | Marine Messe Fukuoka, Fukuoka Játékvezetők: Zhang Liang (CHN), Marta Cabanas (ESP) |
| 2023. július 28. 16:30 (9:30) | Büntetőpárbaj:       |             |              | Marine Messe Fukuoka, Fukuoka Játékvezetők: Zhang Liang (CHN), Marta Cabanas (ESP) |
| 2023. július 28. 16:30 (9:30) | 4–2                  |             |              | Marine Messe Fukuoka, Fukuoka Játékvezetők: Zhang Liang (CHN), Marta Cabanas (ESP) |

### Bronzmérkőzés
| 2023. július 28. 13:00 (6:00) | Olaszország          | 16–14       | Ausztrália | Marine Messe Fukuoka, Fukuoka Játékvezetők: Darren Spiritosanto (USA), Matan Schwartz (ISR) |
| 2023. július 28. 13:00 (6:00) | (5–4, 5–6, 3–1, 3–3) |             |            | Marine Messe Fukuoka, Fukuoka Játékvezetők: Darren Spiritosanto (USA), Matan Schwartz (ISR) |
| 2023. július 28. 13:00 (6:00) | Bianconi 6           | Jegyzőkönyv | Williams 3 | Marine Messe Fukuoka, Fukuoka Játékvezetők: Darren Spiritosanto (USA), Matan Schwartz (ISR) |

### Döntő
| 2023. július 28. 18:00 (11:00) | Hollandia                 | 12–12       | Spanyolország | Marine Messe Fukuoka, Fukuoka Játékvezetők: Nenad Peris (CRO), Alessia Ferrari (ITA) |
| 2023. július 28. 18:00 (11:00) | (4–3, 2–3, 3–1, 3–5)      |             |               | Marine Messe Fukuoka, Fukuoka Játékvezetők: Nenad Peris (CRO), Alessia Ferrari (ITA) |
| 2023. július 28. 18:00 (11:00) | Van de Kraats, Sleeking 3 | Jegyzőkönyv | Forca 5       | Marine Messe Fukuoka, Fukuoka Játékvezetők: Nenad Peris (CRO), Alessia Ferrari (ITA) |
| 2023. július 28. 18:00 (11:00) | Büntetőpárbaj:            |             |               | Marine Messe Fukuoka, Fukuoka Játékvezetők: Nenad Peris (CRO), Alessia Ferrari (ITA) |
| 2023. július 28. 18:00 (11:00) | 5–4                       |             |               | Marine Messe Fukuoka, Fukuoka Játékvezetők: Nenad Peris (CRO), Alessia Ferrari (ITA) |

| A 2023-as női vízilabda-világbajnokság győztese |
| ----------------------------------------------- |
| · Hollandia · 2. cím                            |

## Végeredmény
| Helyezés | Csapat                  |
| -------- | ----------------------- |
| Arany    | Hollandia               |
| Ezüst    | Spanyolország           |
| Bronz    | Olaszország             |
| 4.       | Ausztrália              |
|          |                         |
| 5.       | Egyesült Államok        |
| 6.       | Magyarország            |
| 7.       | Kanada                  |
| 8.       | Görögország             |
|          |                         |
| 9.       | Franciaország           |
| 10.      | Izrael                  |
| 11.      | Új-Zéland               |
| 12.      | Dél-afrikai Köztársaság |
|          |                         |
| 13.      | Kína                    |
| 14.      | Japán                   |
| 15.      | Kazahsztán              |
| 16.      | Argentína               |

## Díjak
| Gólkirály - Judith Forca – 24 gól Legértékesebb játékos (FINA) - Elena Ruiz Legjobb kapus (FINA) - Laura Aarts | Média All-Star csapat - Laura Aarts – kapus - Arima Jumi - Roberta Bianconi - Judith Forca - Elena Ruiz - Simone van de Kraats - Alice Williams |